# Elena Holmberg
Elena Angélica Dolores Holmberg Lanusse (24 tháng 5 năm 1931 - biến mất ngày 20 tháng 12 năm 1978), được biết đến với cái tên Elena Holmberg, là một nhà ngoại giao người Argentina bị bắt cóc và ám sát năm 1978. Nổi bật với tư cách là phụ nữ đầu tiên tốt nghiệp Viện Ngoại giao Quốc gia, Holmberg là một quan chức quan trọng của chế độ độc tài quân sự nắm quyền vào năm 1976, và thường được cho là đã bị giam giữ - biến mất và sau đó bị chế độ mà cô đang phục vụ giết chết.

## Tiểu sử
Elena Holmberg xuất thân từ một gia đình truyền thống, em gái của Đại tá đã nghỉ hưu Enrique Holmberg và em họ của Tướng Alejandro Lanusse (cựu tổng thống de facto của Cộng hòa Argentina). Cô làm việc tại Đại sứ quán Argentina ở Pháp.
Do xích mích với các nhân viên của "Trung tâm thông tin phi công" (một nhóm các sĩ quan tình báo của Hải quân Argentina có trụ sở tại Paris, mà Jorge Enrique Perrén, Alfredo Astiz và Adolfo Donda cũng là thành viên), Holmberg đã được triệu tập đến Buenos Aires để báo cáo lên cấp trên của cô. Ở đó, cô bị bắt cóc bởi Task Group 3.3 vào ngày 20 tháng 12 năm 1978 khi cô rời Bộ Ngoại giao để gặp một nhóm các nhà báo Pháp.
Những người được thả ra từ Trường Cơ học của Hải quân (ESMA) tuyên bố rằng vào thời điểm đó, một số sĩ quan của trại giam đã ám chỉ đến việc họ tham gia vào vụ mất tích của Elena Holmberg.
Vào ngày 11 tháng 1 năm 1979, thi thể bị phân hủy của cô đã được tìm thấy ở sông Luján ở Tigre, tỉnh Buenos Aires. Thi thể sau đó được chị họ Lanusse xác định chính là Holmberg.
Gia đình và nhà báo của Holmberg, Andrea Basconi, đã khẳng định rằng Đô đốc Emilio Massera là người trực tiếp ra lệnh tử hình Holmberg, họ tin rằng cô sở hữu thông tin thỏa hiệp về sự tiếp xúc của Massera với các thành viên của Montoneros.